# Serena Ortolani
Pour les articles homonymes, voir Ortolani.
Serena Ortolani est une joueuse italienne de volley-ball née le 7 janvier 1987 à Ravenne. Elle mesure 1,87 m et joue au poste de attaquante. Elle totalise 260 sélections en équipe d'Italie.

## Clubs
| Club              | Pays   | De        | À         |
| ----------------- | ------ | --------- | --------- |
| Reda volley       | Italie | 1995-1996 | 1998-1999 |
| Libertas Forlì    | Italie | 1999-2000 | 1999-2000 |
| Teodora Ravenna   | Italie | 2000-2001 | 2001-2002 |
| Club Italia       | Italie | 2002-2003 | 2003-2004 |
| Volley Bergamo    | Italie | 2004-2005 | 2006-2007 |
| Volley Piacenza   | Italie | 2007-2007 | 2007-2007 |
| Busto Arsizio     | Italie | 2007-2008 | 2007-2008 |
| Volley Bergamo    | Italie | 2008-2009 | 2010-2011 |
| Robursport Pesaro | Italie | 2011-2012 | 2011-2012 |
| Busto Arsizio     | Italie | 2013-2014 | …         |

## Palmarès

### Équipe nationale
- Championnat d'Europe
  - Vainqueur : 2007, 2009.
  - Finaliste : 2005.
- Coupe du monde
  - Vainqueur : 2007.
- Grand Prix mondial
  - Finaliste : 2005.
- World Grand Champions Cup
  - Vainqueur : 2009.

### Clubs
- Ligue des champions
  - Vainqueur : 2005, 2009, 2010.
- Championnat d'Italie
  - Vainqueur : 2006, 2011.
- Coupe d'Italie 
  - Vainqueur : 2006.
- Supercoupe d'Italie
  - Vainqueur: 2004.

### Récompenses individuelles
- Ligue des Champions de volley-ball féminin 2008-2009: MVP.